# Sensibile
Nella teoria musicale, il VII grado di una scala diatonica è detto  sottotonica  quando dista un tono dalla tonica (I grado) ed è detto sensibile quando dista un semitono verso la tonica.
Quest'ultima condizione si verifica nelle scale maggiori ionia e lidia (o "napoletana"), ma anche nelle principali scale minori in cui viene alterato cromaticamente il VII grado a salire proprio per ottenere una distanza di semitono verso il I grado, ossia le scale minori armoniche e le minori melodiche bachiane (ma anche nelle minori melodiche tradizionali, limitatamente però al solo moto ascendente). La sensibile è una nota che fa provare un senso di instabilità, di provvisorietà, di ricerca di un punto fermo su cui appoggiarsi. Il punto d'appoggio, d'arrivo, della sensibile è la tonica successiva, da cui è separata da un piccolo intervallo di un semitono. La sensibile, data la propria marcata propensione a raggiungere la tonica, costituisce una delle più antiche ed efficaci formule conclusive di una struttura musicale melodica. Per la sua caratteristica di tensione verso la soluzione nella tonica, nell'armonia è regola che la sensibile salga sempre alla tonica.

## Sensibile discendente
Nell'armonizzazione a più voci di melodie date, come ad esempio i corali, Bach sovente fa scendere le sensibili in sede di cadenza di fine frase o conclusiva: se la melodia del corale, al soprano, scende di grado dalla sopratonica alla tonica, la sensibile, posta necessariamente in una voce interna, può scendere di terza risolvendo sulla dominante.
Si tratta di una soluzione eccezionale per consentire alle voci un movimento più musicale (e/o armonicamente corretto) permettendo nello stesso tempo di avere un accordo completo di quinta: per questo motivo, la sensibile discendente può trovarsi esclusivamente in una delle voci interne (contralto o tenore) in modo che non sia immediatamente avvertibile.

## Sensibile modale
Oltre al tipo di sensibile già esposta (sensibile tonale) esiste inoltre la sensibile modale. Essa è detta sensibile perché, come la sensibile tonale, esercita una forte attrazione verso un grado della scala. La sensibile modale si trova sul quarto grado e la sua risoluzione naturale è discendente sul terzo grado, da cui dista, nel modo maggiore, un semitono come la sensibile tonale dalla tonica. Questa natura di sensibile è particolarmente evidente nell'intervallo di quinta diminuita (o il suo rivolto, la quarta eccedente), formato appunto dall'unione delle due sensibili, in cui la sensibile tonale cerca la naturale risoluzione salendo alla tonica mentre la sensibile modale è attratta discendendo verso la modale o mediante.